# Júzcar
Júzcar – gmina w Hiszpanii, w prowincji Malaga, w Andaluzji, o powierzchni 33,66 km². W 2011 roku gmina liczyła 243 mieszkańców.